# Phyllachora flabella
Phyllachora flabella är en svampart som först beskrevs av Ludwig David von Schweinitz, och fick sitt nu gällande namn av Thüm. 1875. Phyllachora flabella ingår i släktet Phyllachora och familjen Phyllachoraceae.   Inga underarter finns listade i Catalogue of Life.